# Polyblastus marjoriae
Polyblastus marjoriae là một loài tò vò trong họ Ichneumonidae.